# Прудник (гмина)
Прудник (пол. Prudnik) — городско-сельская гмина (волость) в Польше, входит как административная единица в Прудницкий повет, Опольское воеводство. Население — 28 381 человек (на 2011 год).

## Демография
Данные по переписи 2011 года:
| Перепись            | Всего  | Мужчины | Женщины |
| ------------------- | ------ | ------- | ------- |
| Всего               | 28 381 | 13 531  | 14 880  |
| Городское население | 22 164 | 10 416  | 11 748  |
| Сельское население  | 6217   | 3085    | 3132    |